# Neohaematopinus
Neohaematopinus – rodzaj wszy należący do rodziny Polyplacidae, pasożytujących na gryzoniach i powodujących chorobę zwaną wszawicą.
Gatunki należące do tego rodzaju nie posiadają oczu. Antena składa się z 5 segmentów z często występującym dymorfizmem płciowym. Przednia para nóg jest wyraźnie mniejsza i słabsza, zakończona słabym pazurem. Środkowa i tylna para nóg wyraźnie większa od przedniej pary. 
Neohaematopinus stanowią rodzaj składający się obecnie z 31 gatunków:
- Neohaematopinus batuanae
- Neohaematopinus citellinus
- Neohaematopinus echinatus
- Neohaematopinus griseicolus
- Neohaematopinus inornatus
- Neohaematopinus pacificus
- Neohaematopinus petauristae
- Neohaematopinus sciurinus
- Neohaematopinus sciuropteri
- Neohaematopinus syriacus